# World Dai Star
World Dai Star（日语：ワールドダイスター）是一个由日本万代南梦宫影像制作企劃，貴博擔任企劃原案，以戲劇为主题的跨媒體製作作品。于2022年11月公布，以电视动画和游戏应用作为开发主轴。
电视动画于2023年4月开始播出，在2023年1月、2月时举行了动画剧集的先行观赏会。游戏于2023年夏季发布。

## 作品背景
在作品世界中的20世纪，全世界出现大量戏剧演员投身戏剧界，进入“超级戏剧时代”，只有在全世界范围内演技出类拔萃者才被称为“世界大明星”。大量的演员在争夺有限的剧院和演出机会中，部分人衍生出被称为“个性”的能力，能够帮助演员在演出中更加精湛突出。
其中動畫主角们所在的劇團“天狼星”是由曾经的世界大明星山吹纱茂建立的，虽然培养出过众多地区性的大明星，但再没有孕育出过世界大明星。

## 登场角色

### 天狼星
凤心菜（配音：石見舞菜香）
16岁，高校2年级生。小时候看过天狼星剧场的戏剧后，憧憬能进入该剧场成为演员，之后为此努力，并希望通过入团试镜进入剧场，最终成为世界大明星。
性格开朗友善，但有时很胆小，非常羡慕表现自信的静香。
个性为“一人二役”，通过塑造出“静香”这个人格进行自我对话和分析，以静香作为对手进行模仿训练，来实现理想的表演效果。
静香（配音：長谷川育美）
跟随心菜来到剧团的女孩，个性充满自信的人，拥有冷静的分析能力，总是担心胆小的心菜，会给予其恰当的建议，十分信任心菜。
实际是心菜“个性”产生出来的实体，可能是心菜自己对理想演员形象的诠释。在故事某个阶段前不能被其他人看到的，心菜自己也知道静香并非现实存在的人，直到该阶段后而显露出人们面前。
卡特莉娜·格利贝尔（Kathrina Griebel，配音：天城莎莉）
德国人，16岁，高校2年级生。父母是戏剧界的世界大明星，个性高傲自信，运用着以惊人专注力创造的爆发力演技，以成为史上最伟大的表演者为目标。
个性为“零之幕间”，利用超高的集中力让时间好像停止下来，借此短时间内了解所扮演角色的信息来诠释。由于需要高度精神集中，有一点分神就会受到干扰而影响能力。在德国一次演出中，因为如此而搞砸，最终选择来日本寻找新机会。
新妻八惠（配音：長繩麻理亞）
11岁，小学5年级生。童星，有着能瞬间支配现场的超凡演技，被认为是天狼星剧场大明星的唯一人选。虽然在演技方面比谁都能克制感情，但平时性格开朗、心地善良，充满好奇心。原本在教堂做唱圣歌的工作，被柊看中而招募入剧团培育。
个性为“白垩之魂”，把情感融入歌曲中并引起观众的共鸣。
柳场潘达（配音：大空直美）
13岁，中学2年级生。开朗、有魅力的气氛制造者，虽然友好易近，但实际上是个心计重重的现实主义者，也是一个努力家。由于名字音同“panda”，喜欢用自己的名字玩关于熊猫的谐音。
个性为“觉”，在舞台上听见观众的心声，并灵活控制在舞台的演出。
流石知冴（配音：佐佐木李子）
13岁，中学2年级生。散发着独特的存在感，但本人却没怎样在意的神秘角色。十分羡慕青梅竹马柳场潘达。个性有点神经质，经常中途作出不可思议的行动。
个性为“幸运福袋”，能将台上的失误转化为高质量的演技掩盖，但只能给她喜欢的人施展。
柊望有（配音：森奈奈子）
23岁，天狼星剧团的副主席，是天狼星剧团曾经的大明星。为了报答恩师山吹纱茂，成为幕后工作人员，为天狼星培育新的大明星而全力以赴。
个性为“你的特长”，能辨识其他演员的能力和资质。
山吹纱茂（配音：朴璐美）
天狼星剧团创始成员和主席，曾经的世界大明星，在培育了柊望有成为大明星退役，将剧团的未来交给她，自己退居幕后，在剧团宿舍“天狼星浴场”兼任接待员和寮母。
个性为“一等星”，在舞台上因为闪耀光芒而显得很年轻。
工藤花（配音：桑原由氣）
28岁，天狼星剧团的导演。原本也是演员，后来推出学习导演知识后回归。性格直率亲切。
寺原海洋（配音：青山吉能）
天狼星剧团的演员，气质沉稳。知道剧团曾经光辉和暗淡的时期。
纸屋敷育子（配音：林鼓子）
天狼星剧团的演员，作为主角们的前辈，会告诉关于天狼星剧团的事情。
儒艮（配音：木野日菜）
天狼星剧团饲养的水濑，喜欢在浴缸游泳，被它亲近会被认为是未来会成为世界大明星的征兆。

### 銀河座
千壽曆（配音：鳥部萬里子）
17岁的高校三年级生。舞台名门千寿家的女儿，父母都是大明星，伊吕波的姐姐。
拉莫娜·沃尔芙（Ramona Wolf，配音：田中美海）
17岁的高校三年级生。德国人，嚮往日本文化而来日本。
王雪（配音：花井美春）
15岁的高校一年级生。从中国的剧团来到日本。
莉莉亚·库尔特贝（Lilja Kurtbay，配音：安斋由香里）
17岁的高校三年级生。芬兰人。
与那国绯花里（配音：下地紫野）
15岁的高校一年级生。

### 劇團電姬
千寿伊吕波（配音：岡咲美保）
16岁的高校二年级生。曆的妹妹。
白丸美兔（配音：近藤玲奈）
16岁的高校二年级生。
阿岐留卡米拉（配音：若井友希）
16岁的高校二年级生。
猫足蕾（配音：芹泽优）
17岁的高校三年级生。
本巢叶羽（配音：赤尾光）
11岁的小学六年级生。

### Eden
连尺野初魅（配音：葵井歌菜）
20岁，同时担当演员和剧团编剧。
舎人仁花子（配音：齐藤朱夏）
15岁的高校一年级生。
烏森大黑（配音：Lynn）
13歲的中學二年級生。
筆島時雨（配音：吉岡麻耶）
10歲的小學五年級生。
萬容（配音：山村響）
17歲的高校三年級生。

## 漫画
| 卷数 | 发售日期       | ISBN                   |
| ---- | -------------- | ---------------------- |
| 1    | 2023年5月26日  | ISBN 978-4-04-811219-2 |
| 2    | 2024年12月27日 | ISBN 978-4-04-811288-8 |

## 电视动画
2023年4月在TOKYO MX等电视台播出。

### 制作人员
- 原作：Sirius[3]
- 故事原案：貴博[3]
- 角色原案：Mika Pikazo[3]
- 监督：木野目优[3]
- 系列构成：中西泰博[3]
- 角色设计：Majiro[3]
- 次要角色设计：Yobi[3]
- 总作画监督：Majiro、山形孝二[16]
- 戏曲剧本、演剧监修：江崎大兄[16]
- 动作作画监修：网崎凉子[16]
- 道具设计：吉田瑞希
- 设计工作：原昌宏
- 美术设定：伊良波理沙[16]
- 美术监督：田边浩子[16]
- 色彩设计：多田早希[16]
- 摄影监督：中川濑奈[16]
- 剪辑：冈崎由美佳[16]
- 音响监督：饭田里树
- 音响效果：高良康平
- 音响制作：HALF H·P STUDIO
- 音乐：高桥谅、黑田贤一、矢野达也[16]
- 音乐制作人：臼仓龙太郎
- 音乐制作：Lantis[16]
- 企划：佐佐木新、宿轮浩介、樱井优香、貴博、信田裕一郎、宇佐义大、光延青儿、大泽信博
- 总制作人：近藤文吾、成田明浩、木村学、押谷博文、村松裕基、畠山拓郎
- 制作人：山本贵、吉泽太郎、吉江辉成、森务、宫原惠
- 制片：EGG FIRM[16]
- 动画制作人：秋田信人
- 动画制作：Lerche[3]
- 出品：Project World Dai Star（萬代南夢宮影像製作、GREE Entertainment、Bandai Namco Music Live、Hawkeye、大都技研、Good Smile Company、云雀工作室、EGG FIRM）

### 主题曲
片頭曲“Wanna be star!”
作词：松井洋平，作曲：，编曲：EFFY，演唱：凤心菜（石见舞菜香）、静香（长谷川育美）、卡特莉娜·格利贝尔（天城莎莉）、新妻八惠（长绳麻理亚）、柳场潘达（大空直美）、流石知冴（佐佐木李子）
第1话作为片尾曲使用。
第12話沒有使用。
片尾曲“Two of us”（第2 - 11话）
作词：松井洋平，作曲：由良崇將，编曲：EFFY，演唱：凤心菜（石见舞菜香）、静香（长谷川育美）
第1話、第8話、第12話沒有使用。
片尾曲“沒有名字的戀人”（第8話）
作詞：松井洋平，作曲、編曲：鹽原大貴，演唱：柳场潘达（大空直美）、流石知冴（佐佐木李子）
插曲
（第2話、第3話）
作词、编曲：志村真白，作曲：LiCu，演唱：新妻八惠（长绳麻理亚）、卡特莉娜·格利贝尔（天城莎莉）、凤心菜（石见舞菜香）
（第3話）
作词、编曲、作曲：志村真白，演唱：静香（长谷川育美）、凤心菜（石见舞菜香）
New Nostalgic Friend（第6話）
作詞：大木貢祐，作曲：葉人、矢野達也，編曲：矢野達也，演唱：鳳心菜（石見舞菜香）、新妻八惠（長繩麻理亞）
Diamond的誓約（第7話）
作詞：大木貢祐，作曲、編曲：森田友梨，演唱：鳳心菜（石見舞菜香）
魔法的Last note（第7話）
作詞：大木貢祐，作曲、編曲：藤井健太郎（HANO），演唱：新妻八惠（長繩麻理亞）
化装舞会（第10話、第12話）
作詞：唐澤美帆，作曲、編曲：山田竜平，演唱：新妻八惠（長繩麻理亞）（第10話）/ 凤心菜（石见舞菜香）、新妻八惠（長繩麻理亞）（第12話）
Etoile（第12話）
作詞：唐澤美帆，作曲、編曲：Ryu，演唱：新妻八惠（長繩麻理亞）
Farewell song（第12話）
作詞：唐澤美帆，作曲、編曲：SHIBU，演唱：新妻八惠（長繩麻理亞）

### 各话列表
| 集數 | 標題                | 編劇     | 分鏡                | 演出       | 作畫監督 | 總作畫監督                           | 首播日期      |
| ---- | ------------------- | -------- | ------------------- | ---------- | --- | ------------------------------------ | ------------- |
| 1    | 懷夢的少女 （）     | 中西泰博 | 木野目优            | 木野目优   | 安形佳己、樋口博美、山形孝二、二宫奈那子、村松尚雄                                                           | Majiro、Yobi、胜又圣人               | 2023年4月9日  |
| 2    | 模仿他人 （）       | 中西泰博 |                     |            | 安形佳己、樋口博美、山形孝二、二宫奈那子、村松尚雄                                                           | 山形孝二、Majiro                     | 2023年4月16日 |
| 3    | 初次的舞台 （）     | 江嵜大兄 | 江副仁美、 木野目优 | 野亦则行   | 安形佳己、樋口博美、木村拓马、二宫奈那子、村松尚雄                                                           | Majiro、Yobi、PSD Delivery           | 2023年4月23日 |
| 4    | 很久以前 （）       | 中西泰博 | 木村真一郎          | 木村真一郎 | ENGI （青沼ひかり、宇井川真明、伊藤阳祐、栗原学）                                                                      | 山形孝二                             | 2023年4月30日 |
| 5    | 請求 （）           | 中西泰博 | 伊东优一            | 伊东优一   | 安形佳己、樋口博美、木村拓马、上田彩朔、前田义宏、王宣静                                                     | Majiro、Yobi、PSD Delivery           | 2023年5月7日  |
| 6    | 沒有人看著我 （）   | 江嵜大兄 |                     |            | 安形佳己、樋口博美、木村拓马、二宫奈那子、村松尚雄                                                           | 山形孝二                             | 2023年5月14日 |
| 7    | 相信自己 （）       | 中西泰博 | 福井洋平            | 福井洋平   | 安形佳己、樋口博美、木村拓马、上田彩朔、二宫奈那子、前田义宏                                                 | Majiro、Yobi、PSD Delivery           | 2023年5月21日 |
| 8    | 羅密歐與朱麗葉 （） | 江崎大兄 | 大橋明代、木野目優  | 野亦則行   | 安形佳己、樋口博美、木村拓马、上田彩朔、二宫奈那子、村松尚雄、山形孝二                                       | 山形孝二、Majiro                     | 2023年5月28日 |
| 9    | 世界大明星 （）     | 中西泰博 | 木村真一郎          | 木村真一郎 | 二宫奈那子、樋口博美、木村拓马、村松尚雄                                                                     | Majiro、Yobi、PSD Delivery           | 2023年6月4日  |
| 10   | 各自的魅影 （）     | 江崎大兄 | 伊东优一            | 伊东优一   | 安形佳己、王宣静、木村拓马、古村祐香里、前田义宏、上田彩朔、山本彩加                                         | 山形孝二                             | 2023年6月11日 |
| 11   | 我们的约定 （）     | 中西泰博 | 福井洋平            | 福井洋平   | 上田彩朔、二宫奈那子、安形佳己、木村拓马、村松尚雄、樋口博美、王宣静                                         | Majiro、Yobi、PSD Delivery           | 2023年6月18日 |
| 12   | 二人成雙 （）       | 中西泰博 |                     |            | 上田彩朔、二宮奈那子、伊藤哲也、安形佳己、市川美帆、木村拓馬、村松尚雄、樋口博美、王宣靜、網崎涼子、山形孝二 | 山形孝二、Majiro、Yobi、PSD Delivery | 2023年6月25日 |

### 播放电视台
日本深夜動畫：下文記載的日本国内播放時間使用日本標準時間（UTC+9）表示。因為部分時間标识會採用30小时制，因此請留意这类超过24:00的时间，其實際播放時間為翌日清晨。
| 播放日期               | 播放时间             | 播放电视台   | 播放地区 | 备注                           |
| ---------------------- | -------------------- | ------------ | -------- | ------------------------------ |
| 2023年4月9日－6月25日  | 星期日 23:00 - 23:30 | TOKYO MX     | 东京都   |                                |
| 2023年4月9日－6月25日  | 星期日 23:30 - 24:00 | BS11         | 日本全国 | 广播卫星播出，《ANIME+》内播出 |
| 2023年4月9日－6月25日  | 星期日 25:35 - 26:05 | 愛知電視台   | 爱知县   |                                |
| 2023年4月9日－6月25日  | 星期日 25:45 - 26:15 | 北海道电视台 | 北海道   |                                |
| 2023年4月10日－6月26日 | 星期一 22:30 - 23:00 | AT-X         | 日本全国 | 通信卫星广播，带字幕           |
| 2023年4月10日－6月26日 | 星期一 25:20 - 25:50 | 秋田朝日放送 | 秋田县   |                                |
| 2023年4月11日－6月27日 | 星期二 27:30 - 28:00 | 每日放送     | 近畿地区 |                                |
| 2023年4月13日－6月29日 | 星期四 25:40 - 26:10 | 山形電視台   | 山形县   |                                |
| 2023年4月13日－6月29日 | 星期四 26:15 - 26:45 | 新潟電視台21 | 新泻县   |                                |
| 2023年4月15日－7月1日  | 星期五 26:30 - 27:00 | 北陸朝日放送 | 石川县   |                                |
| 2023年4月17日－6月26日 | 星期一 25:19 - 25:49 | 静冈放送     | 静冈县   |                                |

### BD/DVD
| 卷數 | 發售日期       | 收錄話數       | 規格編號  |
| ---- | -------------- | -------------- | --------- |
| 1    | 2023年7月28日  | 第1話－第3話   | BCXA-1845 |
| 2    | 2023年8月30日  | 第4話－第6話   | BCXA-1846 |
| 3    | 2023年9月27日  | 第7話－第9話   | BCXA-1847 |
| 4    | 2023年10月27日 | 第10話－第12話 | BCXA-1848 |